# Бакли-Арчер, Линда
Линда Бакли-Арчер (англ. Linda Buckley-Archer; род. 1958) — английская писательница, журналистка и сценаристка. Написала ряд пьес и романов, в том числе трилогию «Гидеон».

## Биография
Родилась в 1958 году в Суссексе, но большую часть своего детства провела на ферме по выращиванию чёрной смородины в Стаффордшире .
Получила степень магистра французской литературы и степень доктора философии в области творческого письма в Лондонском университете, где она также является младшим преподавателем.
Бакли-Арчер — член Королевского литературного фонда. Работала лингвистом, несколько лет читала лекции на французском языке, прежде чем стать писателем и сценаристом. Написала оригинальную драму как для радио BBC, так и для телевидения («Однажды ночью в белом атласе»).
Серия её научно-фантастических романов «Трилогия Гидеона», написанных для детей и подростков, была переведена на десять языков и получила две номинации от Карнеги, высокую оценку Брэнфорда Боуза и была номинирована на несколько государственных премий США.
В основном темой её книг является преступный мир Лондона XVIII века. Последний роман Бакли-Арчер «Многие жизни Джона Стоуна» написан для подростков и вышел в свет в издательстве «Simon & Schuster» в США в 2015 году.
Является постоянным рецензентом газеты «The Guardian», а также членом жюри детских художественных премий Брэнфорда Боуза и газеты «The Guardian».

## Трилогия
Линда начала писать первый роман о благородном бывшем воре-карманнике «Гидеон Карманник», чтобы пробудить у сына интерес к чтению.

Я не думала, что буду писать для других, и кто-нибудь ещё увидит её [книгу], поэтому развлекалась, читая своим детям каждое воскресенье после ужина. Если мой сын выглядел скучающим (а так оно и было часто!), я знала, что мне придётся переписать эту главу— Линда Бакли-Арчер
Постоянное переписывание и правки вымышленной истории натолкнули Линду на мысль, что этот труд может стать профессией.
Первым произведением писательницы, по её признанию, был рассказ о человеке, «одержимом идеей празднования нового тысячелетия», который он пропустил. С тех пор тема времени, отмечает она, «проникла почти во всё, что я написала». Поскольку люди часто возвращаются к прошлым временам и размышляют о будущем, по её мнению, «путешествие во времени легко представить и принять».
Действие трилогии разворачивается в Англии, революционной Франции и Америке. Трилогия охватывает века и исследует серьёзные последствия путешествий во времени, в том числе землетрясения, когда параллельные вселенные угрожают разрушить друг друга. В первой книге трилогии «Гидеон-карманник», путешествуя во времени, двое детей 21-го века вынуждены из-за аварии антигравитационной машины провести некоторое время в Лондоне 1763 года. Во второй книге — «Дегтярный человек» — злодей из 18-го века крадёт антигравитационный аппарат и оказывается в современном обществе, сея хаос в Лондоне 21-го века. Трилогия завершается книгой «Землетрясение времени», в котором коррумпированный аристократ 18-го века перемещается в современный Нью-Йорк. Потрясённый тем, что «назойливая маленькая колония» стала сверхдержавой, лорд-злодей Люксон пытается предотвратить американскую войну за независимость и сохранить статус страны как британской колонии.

## Критика
Трилогия о Гидеоне получила признание критиков, отметивших, что три тома приключений персонажей, перемещающихся из 21-го века в 18-й и обратно, наполнены точными деталями и убедительной атмосферой жизни 18-го века.
Английский детский писатель Филип Ардаг написал в «The Guardian»: «Роман с временны́м сдвигом, искусно оформленный. 1763 год прекрасно воспроизведён, как и сегодняшний день… Трудно представить, чтобы это было сделано лучше. Настоящая находка, оставляющая вас желать большего». Доктор философии и бакалавр наук в Университете штата Флорида в области дошкольного образования и начального образования Кейт Скарборо (англ. Kate Scarborough) в обзоре «The Guardian» назвала трилогию «отличным развлечением и действительно хорошим приключением…». Британская писательница, критик и журналист Аманда Крейг (англ. Amanda Craig) написала в «Таймс» о романе: он «изобилует старинными деталями, легко вплетёнными в сюжет… Гидеон-карманник… отчасти является сатирой на наше нынешнее представление о том, что у всех нас слишком мало времени, чтобы изменить природу реальности, но не то, что является собственной жадностью и нетерпением. Ни то, ни другое нельзя упускать».
Читателей заинтересовали «идеи и парадоксы» в произведениях писательницы, сюжет в виде путешествий во времени, а также «несколько действительно сложных вопросов, над которыми стоит задуматься юным читателям».